# Karl Prinz (Altphilologe)
Karl Prinz (* 9. Februar 1872 in Nikolsburg; † 14. Februar 1945 in Graz) war ein österreichischer klassischer Philologe.

## Leben
Karl Prinz, der Sohn eines Volksschuldirektors, begann bereits im Alter von 17 Jahren sein Studium der Klassischen Philologie an der Universität Wien. Seine akademischen Lehrer waren Wilhelm von Hartel und Karl Schenkl. 1895 wurde er mit einer Dissertation über die griechischen Dichter Theokrit und Moschos sub auspiciis Imperatoris zum Dr. phil. promoviert. Das Examen für das höhere Lehramt bestand er 1896. Bereits während des Studiums hatte Prinz von 1893 bis 1894 als Aushilfslehrer am Gymnasium seiner Heimatstadt gearbeitet. Ab 1897 unterrichtete er zwanzig Jahre lang an verschiedenen Wiener Gymnasien und betrieb nebenbei seine akademische Karriere. Von 1900 bis 1902 arbeitete er als Wissenschaftlicher Mitarbeiter am Thesaurus Linguae Latinae. 1911 erreichte Prinz in Wien seine Habilitation für Klassische Philologie unter besonderer Berücksichtigung der römischen Literatur.
1917 verließ Prinz den Schuldienst und trat eine außerordentliche Professur für Klassische Philologie an der Universität Wien an. Bereits zwei Jahre später erhielt er einen Ruf der Universität Graz, wo er als Nachfolger des verstorbenen Richard Cornelius Kukula ordentlicher Professor für Klassische Philologie wurde. In Graz war Prinz bis an sein Lebensende in Lehre und Forschung aktiv. Im Jahr seiner Emeritierung (1939) wurde er zum korrespondierenden Mitglied der Wiener Akademie der Wissenschaften ernannt.
Karl Prinz war hauptsächlich Latinist. Seine Forschungsarbeit bestand großenteils aus Einzelinterpretationen zu verschiedenen römischen Dichtern, darunter Manilius, Martial, Ovid, Properz, Phaedrus und Seneca. In seinen Vorlesungen interpretierte er besonders die Dichter der augusteischen Zeit sowie die Prosaiker und Dichter des 1. Jahrhunderts n. Chr.